# General Felix K. Zollicoffer Monument

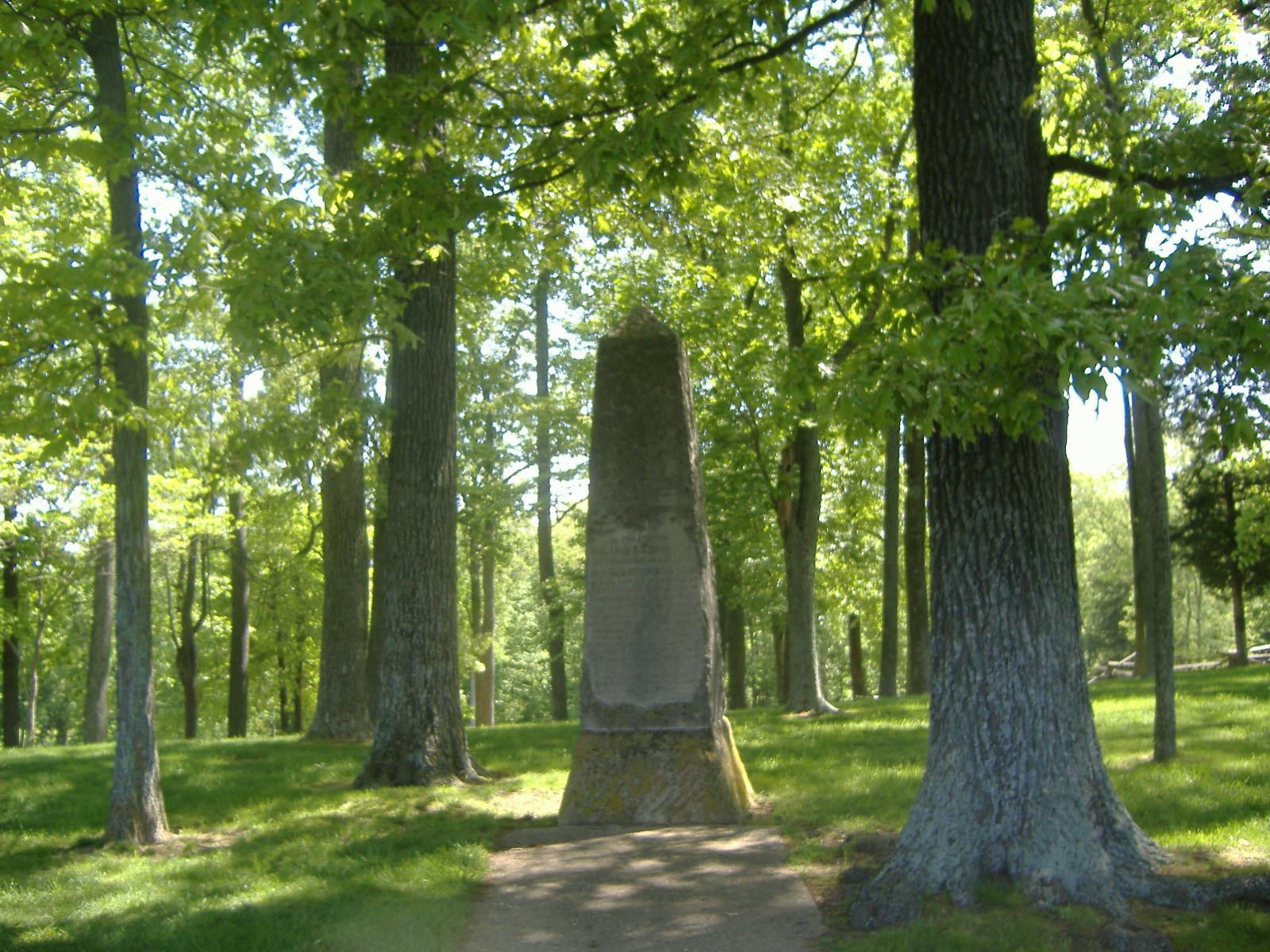
General Felix K. Zollicoffer Monument bei Nancy (Kentucky), Kentucky

Das General Felix K. Zollicoffer Monument ist ein Denkmal im Pulaski County, bei Nancy, Kentucky in den Vereinigten Staaten. Es erinnert an den konföderierten General Felix Kirk Zollicoffer, der hier in der Schlacht von Mill Springs starb. Zollicoffer kam aus Tennessee und kämpfte wie Robert Edward Lee für die Konföderierten mehr aus Pflichtgefühl gegenüber seinem Staat, als aus dem Interesse an der Sache der Südstaaten. Zollicoffer wurde getötet, weil er sich nicht bewusst war, dass er sich den Linien der Union näherte.
Das Denkmal wurde 1910 von Bennett H. Young aufgestellt. Dieser war im Sezessionskrieg mit dem konföderierten General John Hunt Morgan geritten. Jedes Jahr am Memorial Day schmückte ein Mädchen aus Nancy mit dem Namen Dorotha Burton eine Eiche zu Ehren Zollicoffers. Dies inspirierte Young dazu, das Denkmal nur einige Meter von dem Baum entfernt aufzustellen. Der Baum wurde in den 1990er Jahren durch einen Blitzschlag zerstört; an seiner Stelle pflanzte man einen Sämling des Baumes.
Das Denkmal ist ein 2,5 m hoher Obelisk aus roh behauenem Kalkstein. Die Inschrift erinnert nicht nur an Zollicoffer, sondern gedenkt auch der anderen konföderierten Soldaten, die bei der Schlacht von Mill Springs ihr Leben ließen.
Am 17. Juli 1997 wurde das General Felix K. Zollicoffer Monument mit 60 weiteren Denkmälern, die mit dem Sezessionskrieg in Kentucky in Zusammenhang stehen, in das National Register of Historic Places eingetragen, als Teil der Civil War Monuments of Kentucky Multiple Property Submission. Nur wenige Meter entfernt befindet sich das Confederate Mass Grave Monument in Somerset. Das Battle of Dutton’s Hill Monument nördlich von Somerset ist das dritte dieser Kriegerdenkmäler im Pulaski County.